# Nador
Nador (berbisk: Ennaḍor) er en by i Marokko, der ligger ud til Middelhavet. Byen har 158.202 (2024) indbyggere.